# Александер, Патрик
Патрик Александер (англ. Patrick Alexander; 1926—1997 или 2003) — британский писатель
, журналист и сценарист.

## Биография
Его роман «Смерть зверя с тонкой кожей» (англ. Death of a Thin-Skinned Animal, 1976; в русскоязычном переводе 2003 года — «Смерть раненого зверя с тонкой кожей»[1]) выиграл премию Ассоциации писателей-криминалистов — «Мемориальная премия Джона Кризи» в 1976 году и был экранизирован в 1981 году. В фильме «Профессионал», режиссёра Жоржа Лотнера, главную роль исполнил Жан-Поль Бельмондо.
Патрик Александер был поклонником игры в шахматы. Часто его литературные герои увлечены этой игрой. Так, например, в романе «Смерть раненого зверя с тонкой кожей», довольно подробно описывается шахматный турнир, организованный британским гроссмейстером Стюартом Рувимом.

### Романы
- 1976. Death Of A Thin-skinned Animal / Смерть раненого зверя с тонкой кожей
- 1979. Show Me a Hero
- 1983. Soldier On the Other Side
- 1988. Ryfka

### Киносценарии
- Studio One (сериал) (1948)
- Der Verdammte (1957) (немецкий телевизионный фильм)
- Паспорт к позору (1958)
- De Veroordeelde (1959) (голландский телевизионный фильм)